# Hrvatski nogometni kup 2021/22
Der Hrvatski nogometni kup 2021/22 war der 31. Wettbewerb um den kroatischen Fußballpokal nach der Loslösung des kroatischen Fußballverbandes aus dem jugoslawischen Fußballverband.

## Modus
In allen Runden wurde der Sieger in einem Spiel ermittelt. Stand es nach der regulären Spielzeit von 90 Minuten unentschieden, kam es zur Verlängerung von zweimal 15 Minuten und falls danach immer noch kein Sieger feststand zum Elfmeterschießen.

## Teilnehmer
An der Vorrunde
- 21 Sieger des Bezirkspokals
- 11 Finalisten des Bezirkspokals aus den Fußballverbänden mit der größten Anzahl registrierter Fußballclubs

| Bezirk              | Sieger                 | Finalist           |
| ------------------- | ---------------------- | ------------------ |
| Bjelovar-Bilogora   | NK Mladost Ždralovi    | NK Bjelovar        |
| Brod-Posavina       | NK Oriolik             | NK Marsonia        |
| Dubrovnik-Neretva   | Naretvanac Opuzen      |                    |
| Istrien             | NK Uljanik             | NK Rudar Labin     |
| Karlovac            | NK Karlovac            |                    |
| Koprivnica-Križevci | NK Borac Imbriovec     | NK Radnik Križevci |
| Krapina-Zagorje     | NK Straža Hum na Sutli |                    |
| Lika-Senj           | NK Nehaj Senj          |                    |
| Međimurje           | Međimurje Čakovec      | NK Mladost Prelog  |
| Osijek-Baranja      | NK Belišće             | NK BSK Bijelo Brdo |
| Požega-Slawonien    | NK Slavonija Požega    |                    |

| Bezirk               | Sieger                       | Finalist                |
| -------------------- | ---------------------------- | ----------------------- |
| Primorje-Gorski      | HNK Orijent 1919             |                         |
| Sisak-Moslavina      | GŠNK Mladost Petrinja        | HNŠK Moslavina Kutina   |
| Split-Dalmatien      | NK Dugopolje                 |                         |
| Šibenik-Knin         | NK Zagora Unešić             |                         |
| Varaždin             | NK Bednja Beletinec          | NK Podravina Ludbreg    |
| Virovitica-Podravina | NK Pitomača                  | NK Virovitica           |
| Vukovar-Syrmien      | NK Graničar Županja          | NK Vuteks-Sloga Vukovar |
| Zadar                | HNK Primorac Biograd na Moru |                         |
| Stadt Zagreb         | NK Sesvete                   |                         |
| Zagreb               | NK Samobor                   | NK Kurilovec            |

Am Sechzehntelfinale
- Die 16 punktbesten Vereine der Fünfjahres-Pokalwertung. (63 Punkte für den Pokalsieger, 31 für den unterlegenen Finalisten, 15 für die Halbfinalisten, 7 für die Viertelfinalisten, 3 für die Achtelfinalisten und 1 Punkt für die Sechzehntelfinalisten.)

| - 1. HNK Rijeka (219) - 2. Dinamo Zagreb (195) - 3. Lokomotiva Zagreb (67) - 4. Hajduk Split (63) | - 5. NK Slaven Belupo (63) - 6. NK Osijek (59) - 7. Inter Zaprešić (43) - 8. NK Istra 1961 (19) | - 09. HNK Šibenik (19) - 10. RNK Split (18) - 11. NK Vinogradar Lokošin Dol (15) - 12. NK Zadar 1 (13) | - 13. NK Zagreb (13) - 14. Cibalia Vinkovci (11) - 15. HNK Gorica (11) - 16. NK Rudeš (11) - 17. NK Varaždin (8) |

## Ergebnisse

### Vorrunde
| Datum      |                              | Ergebnis              |                       |
| ---------- | ---------------------------- | --------------------- | --------------------- |
| 21.08.2021 | NK Nehaj Senj                | 2:0                   | NK Borac Imbriovec    |
| 21.08.2021 | NK Zagora Unešić             | 1:2                   | NK Karlovac           |
| 24.08.2021 | Međimurje Čakovec            | 4:0                   | NK Slavonija Požega   |
| 25.08.2021 | HNK Orijent 1919             | 2:1                   | NK Marsonia           |
| 25.08.2021 | NK Podravina Ludbreg         | 0:0 n. V. (3:5 i. E.) | NK Bjelovar           |
| 25.08.2021 | HNK Primorac Biograd na Moru | 1:0                   | NK Samobor            |
| 25.08.2021 | NK Belišće                   | 4:1                   | NK Mladost Prelog     |
| 25.08.2021 | NK Mladost Ždralovi          | 4:2                   | Naretvanac Opuzen     |
| 25.08.2021 | NK Bednja Beletinec          | 1:0                   | NK Uljanik            |
| 25.08.2021 | HNŠK Moslavina Kutina        | 0:2                   | NK Oriolik            |
| 25.08.2021 | NK Pitomača                  | 2:0                   | NK Kurilovec          |
| 25.08.2021 | NK Virovitica                | 0:4                   | NK BSK Bijelo Brdo    |
| 25.08.2021 | NK Radnik Križevci           | 2:3                   | NK Dugopolje          |
| 25.08.2021 | NK Graničar Županja          | 0:1                   | NK Rudar Labin        |
| 25.08.2021 | NK Vuteks-Sloga Vukovar      | 3:1                   | NK Straža Hum na Sutl |
| 25.08.2021 | NK Sesvete                   | 0:0 n. V. (3:1 i. E.) | GŠNK Mladost Petrinja |

### Sechzehntelfinale
| Datum      |                              | Ergebnis              |                           |
| ---------- | ---------------------------- | --------------------- | ------------------------- |
| 14.09.2021 | NK Nehaj Senj                | 3:7                   | HNK Gorica                |
| 15.09.2021 | NK Bednja Beletinec          | 0:3                   | NK Osijek                 |
| 21.09.2021 | NK Pitomača                  | 0:7                   | HNK Rijeka                |
| 21.09.2021 | NK Dugopolje                 | 1:1 n. V. (7:8 i. E.) | Lokomotiva Zagreb         |
| 21.09.2021 | NK Vuteks-Sloga Vukovar      | 0:3                   | NK Istra 1961             |
| 21.09.2021 | NK Mladost Ždralovi          | 3:1                   | Inter Zaprešić            |
| 21.09.2021 | HNK Primorac Biograd na Moru | 1:2                   | Hajduk Split              |
| 22.09.2021 | NK Belišće                   | 4:0                   | NK Vinogradar Lokošin Dol |
| 22.09.2021 | NK BSK Bijelo Brdo           | 1:0                   | Cibalia Vinkovci          |
| 22.09.2021 | NK Bjelovar                  | 1:5                   | NK Rudeš                  |
| 22.09.2021 | NK Zagreb                    | 0:1                   | NK Oriolik                |
| 22.09.2021 | NK Sesvete                   | 2:3 n. V.             | NK Varaždin               |
| 22.09.2021 | HNK Orijent 1919             | 1:4                   | Dinamo Zagreb             |
| 22.09.2021 | NK Rudar Labin               | 2:0                   | RNK Split                 |
| 22.09.2021 | Međimurje Čakovec            | 0:1                   | HNK Šibenik               |
| 22.09.2021 | NK Karlovac                  | 0:2                   | NK Slaven Belupo          |

### Achtelfinale
| Datum      |                    | Ergebnis              |                     |
| ---------- | ------------------ | --------------------- | ------------------- |
| 26.10.2021 | NK Rudeš           | 0:2                   | NK Osijek           |
| 26.10.2021 | NK Belišće         | 1:5                   | Hajduk Split        |
| 26.10.2021 | HNK Šibenik        | 1:1 n. V. (3:5 i. E.) | NK Slaven Belupo    |
| 27.10.2021 | HNK Gorica         | 2:0                   | NK Mladost Ždralovi |
| 27.10.2021 | NK Varaždin        | 2:3                   | Lokomotiva Zagreb   |
| 27.10.2021 | NK Rudar Labin     | 2:3                   | NK Istra 1961       |
| 27.10.2021 | NK BSK Bijelo Brdo | 2:3                   | Dinamo Zagreb       |
| 13.11.2021 | NK Oriolik         | 0:6                   | HNK Rijeka          |

### Viertelfinale
| Datum      |                   | Ergebnis              |                  |
| ---------- | ----------------- | --------------------- | ---------------- |
| 30.11.2021 | Lokomotiva Zagreb | 3:6                   | Hajduk Split     |
| 30.11.2021 | HNK Gorica        | 2:2 n. V. (4:2 i. E.) | NK Istra 1961    |
| 01.12.2021 | Dinamo Zagreb     | 1:3                   | HNK Rijeka       |
| 01.12.2021 | NK Osijek         | 0:0 n. V. (5:4 i. E.) | NK Slaven Belupo |

### Halbfinale
| Datum      |              | Ergebnis  |            |
| ---------- | ------------ | --------- | ---------- |
| 02.03.2022 | Hajduk Split | 2:1       | HNK Gorica |
| 09.03.2022 | HNK Rijeka   | 3:2 n. V. | NK Osijek  |

### Finale
| HNK Rijeka                             | HNK Rijeka | Hajduk Split | Hajduk Split |
| -------------------------------------- | --- | --- | ------------ |
| HNK Rijeka                             | \| 26. Mai 2022 in Split (Stadion Poljud) \| \| Ergebnis: 1:3 (1:2)[1][2] \| \| Zuschauer: 29.411 \| \| Schiedsrichter: Fran Jović \| | \| 26. Mai 2022 in Split (Stadion Poljud) \| \| Ergebnis: 1:3 (1:2)[1][2] \| \| Zuschauer: 29.411 \| \| Schiedsrichter: Fran Jović \| | Hajduk Split |
| HNK Rijeka                             | Nediljko Labrović – Darko Velkovski, Anton Krešić, Hrvoje Smolčić – Prince Ampem (75. Denis Bušnja), Adam Gnezda Čerin (85. Mato Stanić), Domagoj Pavičić (63. Robert Murić), Lindon Selahi (63. Ivan Lepinjica), Andrija Vukčević – Josip Drmić, Jorge Obregón (46. Andrés Solano) Cheftrainer: Goran Tomić | Lovre Kalinić – Dino Mikanović, Ferro, Josip Elez, Dario Melnjak (90.+1' Stefan Simić) – Lukas Grgić (62. David Čolina), Marco Fossati – Emir Sahiti (81. Stipe Biuk), Filip Krovinović, Jan Mlakar (62. Josip Vuković) – Marko Livaja Cheftrainer: Valdas Dambrauskas | Hajduk Split |
| HNK Rijeka                             | 1:0 Josip Drmić (13.) | 1:1 Ferro (24.) 1:2 Dario Melnjak (36.) 1:3 Dario Melnjak (56.) | Hajduk Split |
| HNK Rijeka                             | Lindon Selahi, Darko Velkovski | Marco Fossati, Lukas Grgić | Hajduk Split |
| HNK Rijeka                             | Hrvoje Smolčić (41.) | | Hajduk Split |
| 26. Mai 2022 in Split (Stadion Poljud) | | |              |
| Ergebnis: 1:3 (1:2)                    | | |              |
| Zuschauer: 29.411                      | | |              |
| Schiedsrichter: Fran Jović             | | |              |

## Torschützenliste
| Rang | Spieler          | Verein        | Tore |
| ---- | ---------------- | ------------- | ---- |
| 1.   | Dion Drena Beljo | HNK Rijeka    | 5    |
| 2.   | Denis Bušnja     | HNK Rijeka    | 4    |
| 2.   | Marko Livaja     | Hajduk Split  | 4    |
| 2.   | Marin Ljubičić   | Hajduk Split  | 4    |
| 2.   | Dario Melnjak    | Hajduk Split  | 4    |
| 2.   | Toni Vinogradac  | NK Belišće    | 4    |
| 7.   | Josip Drmić      | HNK Rijeka    | 3    |
| 7.   | Abass Issah      | HNK Rijeka    | 3    |
| 7.   | Kristijan Lovrić | HNK Gorica    | 3    |
| 7.   | Jorge Obregón    | HNK Rijeka    | 3    |
| 7.   | Lucijan Tomac    | NK Nehaj Senj | 3    |